# Gryposaurus
Gryposaurus is een geslacht van plantenetende ornithischische dinosauriërs, behorend tot de Euornithopoda, dat tijdens het late Krijt leefde in het gebied van het huidige Noord-Amerika.

## Vondst en naamgeving
In de zomer van 1913 ontdekte George Fryer Sternberg in de Sternberg Quarry 27 bij de Red Deer River in Alberta, Canada, het skelet van een euornithopode. In 1914 werd dit door Lawrence Morris Lambe benoemd en beschreven als de typesoort Gryposaurus notabilis. De geslachtsnaam is afgeleid van het Oudgrieks γρυπός, grypos, "met een haakneus", een verwijzing naar de opvallende neus van het dier. Ten onrechte wordt soms gedacht dat hij afgeleid is van het Grieks γρύψ, gryps, "griffioen". De soortaanduiding betekent "opmerkelijk" in het Latijn en is een verwijzing naar de opmerkelijk gave staat van preservering.

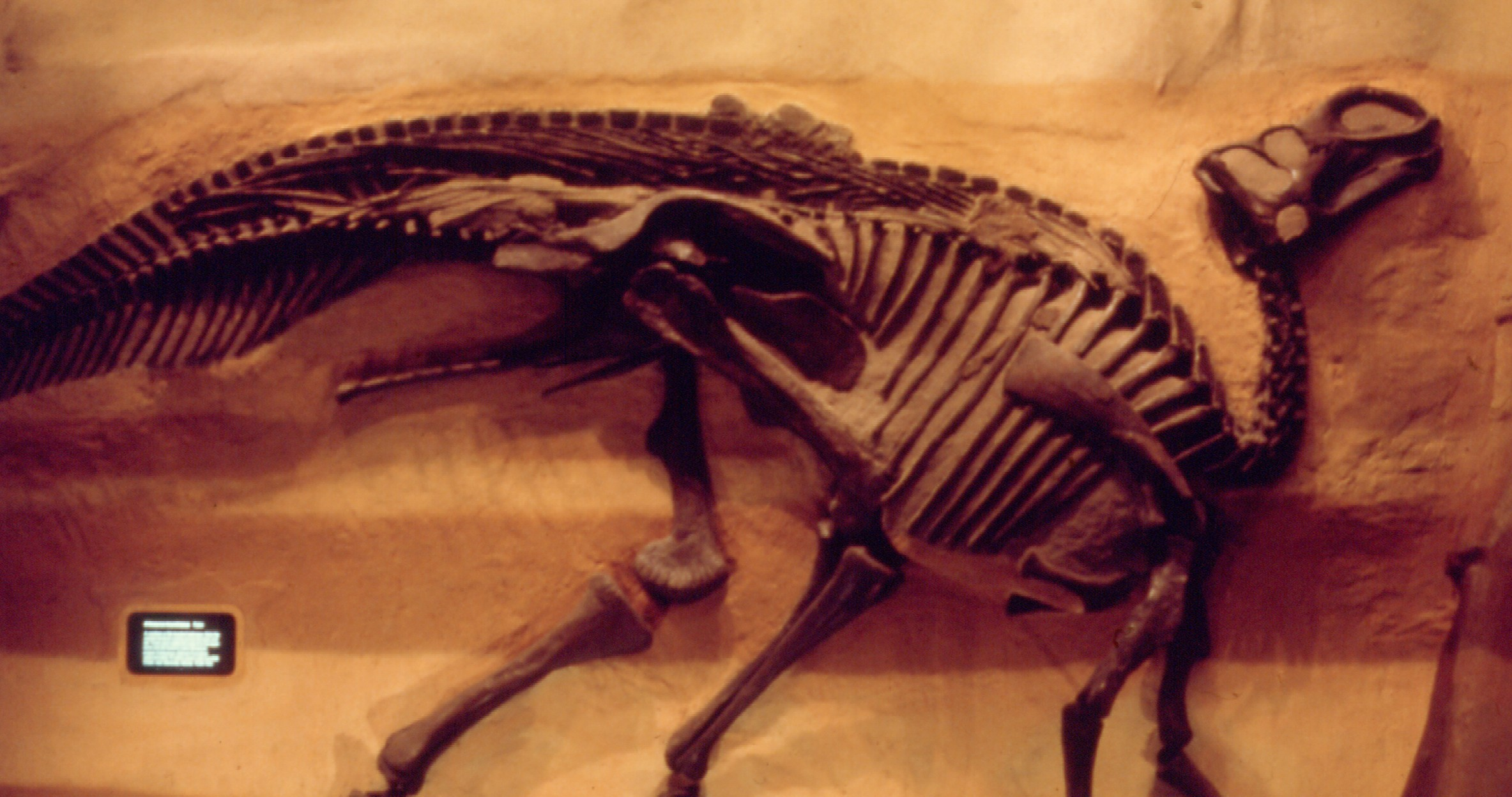
ROM 764 in een "moderne" houding getoond

Het holotype, NMC 2278, is gevonden in een laag van de Dinosaur Park Formation die dateert uit het late Campanien. Het bestaat uit een gedeeltelijk skelet met schedel.
Lambe benoemde in 1914 ook een tweede soort: Gryposaurus selwyni, een hernoeming van ?Trachodon selwyni Lambe 1902. Dit wordt tegenwoordig gezien als een nomen dubium, gebaseerd op specimen NMC 1290, een stuk kaak met dijbeen. De soortaanduiding eerde de in 1902 overleden geoloog Alfred Richard Cecil Selwyn.
In 1914 bracht Barnum Brown Gryposaurus onder bij Kritosaurus, als een Kritosaurus notabilis. Dit zou zesenzeventig jaar lang de gebruikelijke indeling blijven. Toen in 1919 William Arthur Parks een tweede exemplaar, specimen ROM 764 (eerder GSC 4514), in 1918 door hem gevonden bij de Sand Hill Creek, als een aparte soort wilde benoemen, gaf hij dat de naam Kritosaurus recurvimanus. De locatie van de vindplaats was vergeten maar werd herontdekt in 2006. Tegenwoordig wordt die soort als een synoniem gezien van Gryposaurus notabilis. In 1920 beschreef Parks het specimen in detail; het meeste dat daarna in de literatuur over Kritosaurus geschreven werd, had in feite op dit exemplaar betrekking en dus op Gryposaurus. ROM 764 was uitzonderlijk omdat het meteen in een "moderne" houding werd tentoongesteld, met een horizontale staart; dat kwam omdat men het halfverzonken wilde tonen en de goedkoopste manier daartoe was om het fossiel half in het oorspronkelijke omvattende gesteente te laten zitten. In 1977 hernoemden Donald Baird en Jack Horner Gryposaurus notabilis tot een Hadrosaurus notabilis.

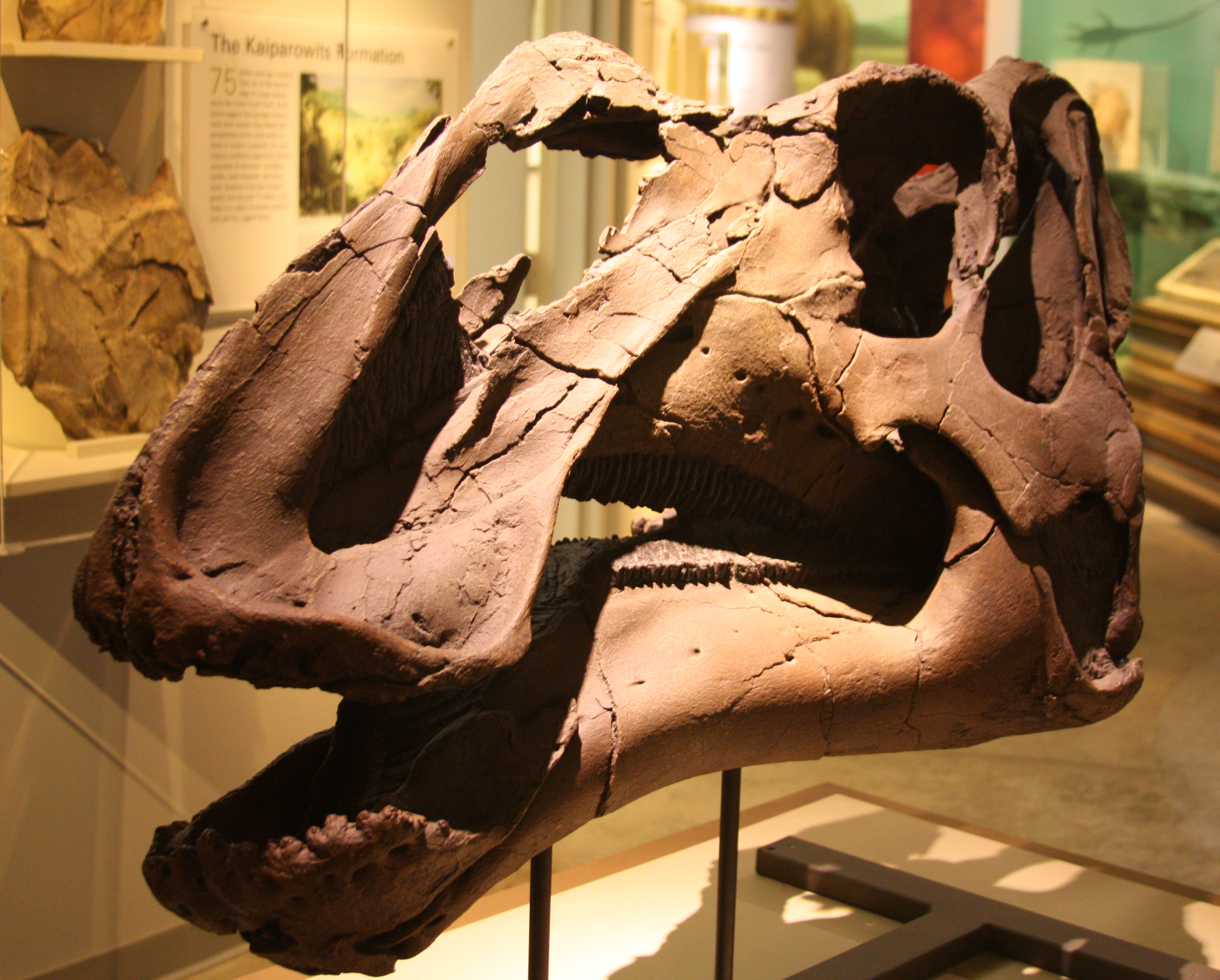
De schedel van Gryposaurus monumentensis in het Raymond M. Alf Museum

Verschillende exemplaren zijn later aan het taxon toegewezen. Het gaat om ROM 873 (eerder ROM 5859): een schedel met huidafdrukken; YPM 16970: een gedeeltelijk skelet met schedel; YPM 16969: een bekken, achterpoten, linkerellepijp en staart; AMNH 5350: een schedel met ledematen; CM 1077: schedelelementen; V345: een skelet met schedel; en RTMP 80.22.1: een schedel.

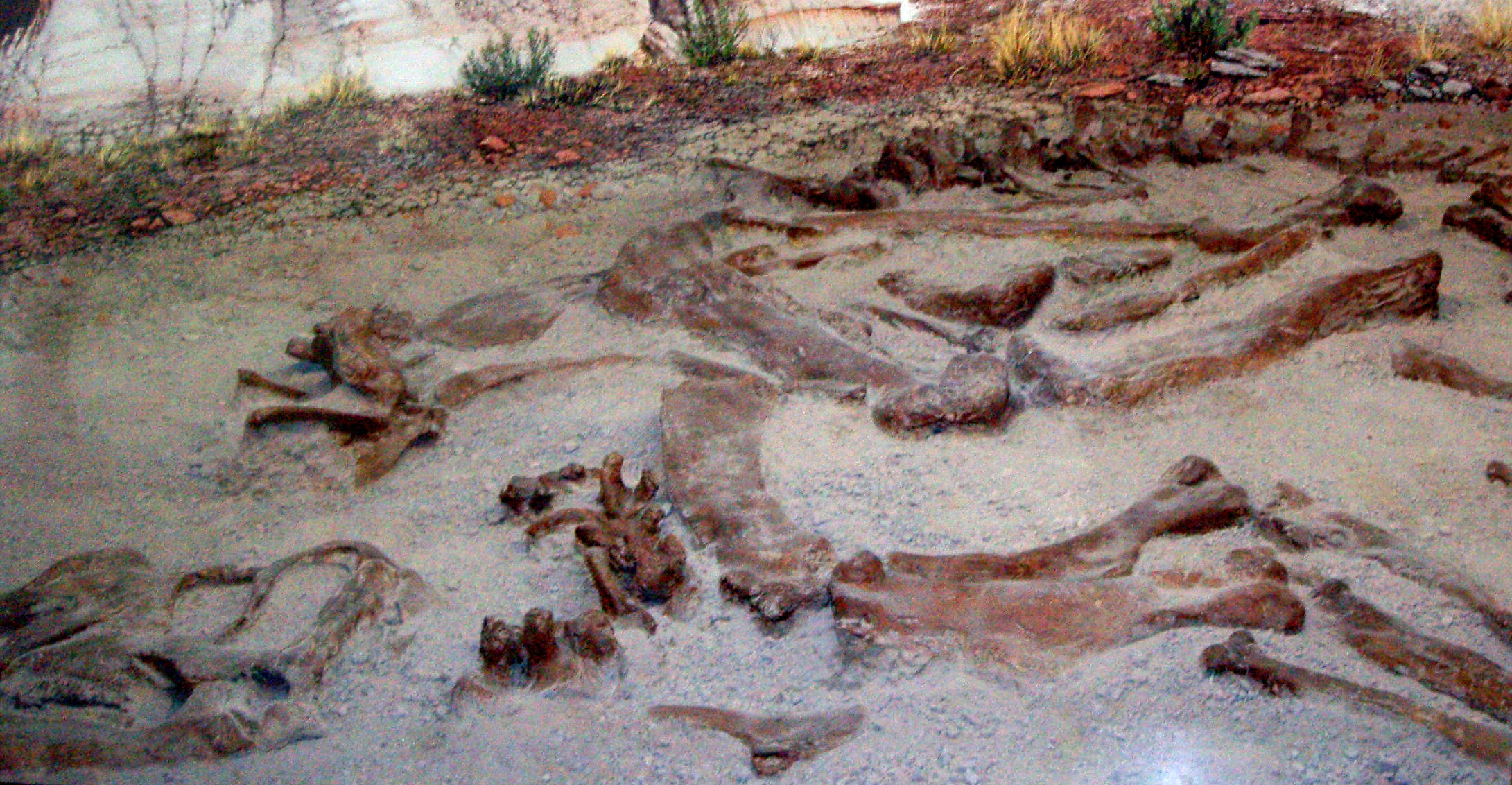
V 345 in Milaan

In 1990 echter erkende Jack Horner Gryposaurus weer als een apart geslacht.
In 1992 benoemde Horner een groot specimen, AMNH 5465, dat nog in 1916 door Barnum Brown opgegraven was in lagen van de Two Medicine Formation uit het vroege Campanien, in de Hillside Quarry in Pondera County, Montana, maar nooit beschreven, als een derde soort: Gryposaurus latidens, "met de brede tand". Het bestaat uit een gedeeltelijk en niet in verband liggend skelet met schedel. In 1990 werd aan dit taxon de naam Hadrosauravus gegeven maar dat is een nomen nudum omdat het toen onbeschreven bleef. Het staartgedeelte had eerst het aparte inventarisnummer AMNH 5467. Aan deze soort is een beenderbed met minstens twee individuen toegewezen, MOR 478.
In 2007 benoemden Terry Gates en Scott Sampson een specimen, RAM 6797, in 2002 gevonden door meubelmaker Duncan Everhart in de Kaiparowitsformatie uit het late Campanien, als een vierde soort: Gryposaurus monumentensis. De soortaanduiding verwijst naar de vindplaats in het Grand Staircase-Escalante National Monument in Garfield County, Utah. Het bestaat uit de linkerzijde van een schedel met een sterk afhangende snuit. Aan deze soort zijn verschillende specimina toegewezen waaronder UMNH VP 13970: schedelelementen van een onvolwassen exemplaar; UMNH VP 12265: een gedeeltelijk skelet met schedel; UMNH VP 2012: een vrijwel compleet skelet met schedel; en UMNH VP 16677: een vrijwel compleet skelet met schedel van een pas uitgekomen dier. In dezelfde publicatie uit 2007 maakten Gates & Sampson van Kritosaurus recurvimanus een Gryposaurus recurvimanus maar dat werd in 2010 door Albert Prieto-Márquez verworpen. Een argument om toch twee taxa te onderscheiden kan het feit zijn dat ROM 764 uit een latere laag stamt, uit de bovenste Dinosaur Park Formation.
In 2009 werd een Gryposaurus sp. gemeld uit Rusland; in 2012 werd dat het aparte geslacht Kundurosaurus.
In 2010 bracht Gregory S. Paul alle gryposaurussoorten bij Kritosaurus onder, inclusief een Kritosaurus recurvimanus. Daarin werd hij echter door niemand gevolgd.
In 2016 werd een vijfde soort benoemd: ?Gryposaurus alsatei, op basis van fragmentarische fossielen uit het late Maastrichtien van Texas. Het vraagteken geeft aan dat de plaatsing voorlopig is.

## Beschrijving

Drie soorten van Gryposaurus in grootte vergeleken

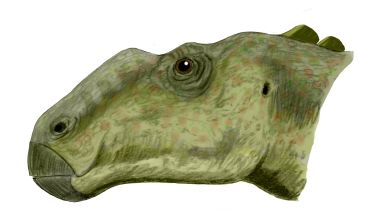
De kop van Gryposaurus notabilis

In 2010 schatte Gregory S. Paul de lichaamslengte van G. notabilis op acht meter, het gewicht op drie ton. Dit was identiek aan zijn schatting van G. momumentensis. ROM 764 schatte hij kleiner, op zeven meter en 2,2 ton. G. latidens zou een tussenpositie hebben ingenomen met een lengte van 7,5 meter en een gewicht van 2,5 ton.
De verschillen tussen G. notabilis, G. incurvimanus en G. latidens zijn klein, vooral wat de postcrania betreft, de delen achter de schedel. G. monumentensis is een duidelijk verschillende vorm. Net als de Hadrosauridae in het algemeen zijn alle gryposaurussoorten forse dieren met een grote kop en een naar achteren uitstekende door verbeende pezen verstijfde staart die meestal op vier poten liepen maar ook op hun veel krachtiger achterpoten alleen konden rennen.

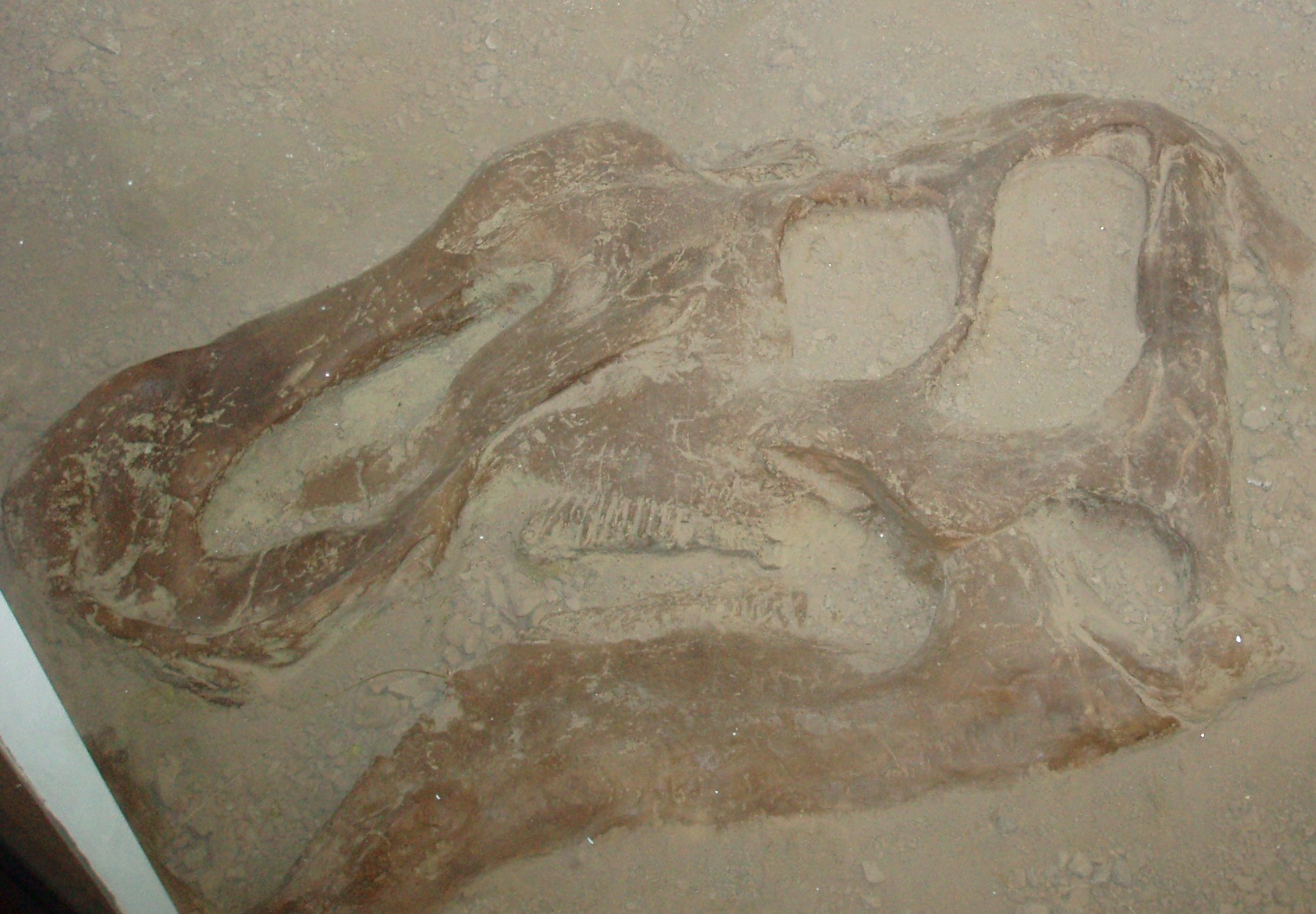
De snuit van het exemplaar in het Museo di Storia Naturale di Milano

Gates & Sampson gaven in 2007 een aantal kenmerken die de vier soorten naar hun mening gemeen hadden. Drie daarvan zouden uniek zijn ten opzichte van andere geslachten. De achterste tak van de praemaxilla heeft een onderste binnenrand die van boven naar buiten verwijdt. De boog van de neusbeenderen is niet uitgehold en bevindt zich vóór de oogkassen. De beennaad tussen de neusbeenderen en de voorhoofdsbeenderen is golvend terwijl op de middenlijn de neusbeenderen de voorhoofdsbeenderen met een klein uitsteeksel inkepen. Daarnaast was er een unieke combinatie van op zich niet unieke eigenschappen. De schedel is hoog. De voorste tak van het neusbeen loopt niet verder dan de bovenrand van het neusgat. De onderste tak van het neusbeen beslaat ongeveer een kwart van de onderrand van het neusgat. De uitholling van het neusgat is verkort, naar achteren niet verder doorlopend dan het traanbeen. Het jukbeen heeft een grote afstaande kromming aan de onderste achterkant, een tak naar het postorbitale die haaks staat op het hoofdlichaam en een nauwe achterste tak; de voorste tak raakt de onderrand van de oogkas.

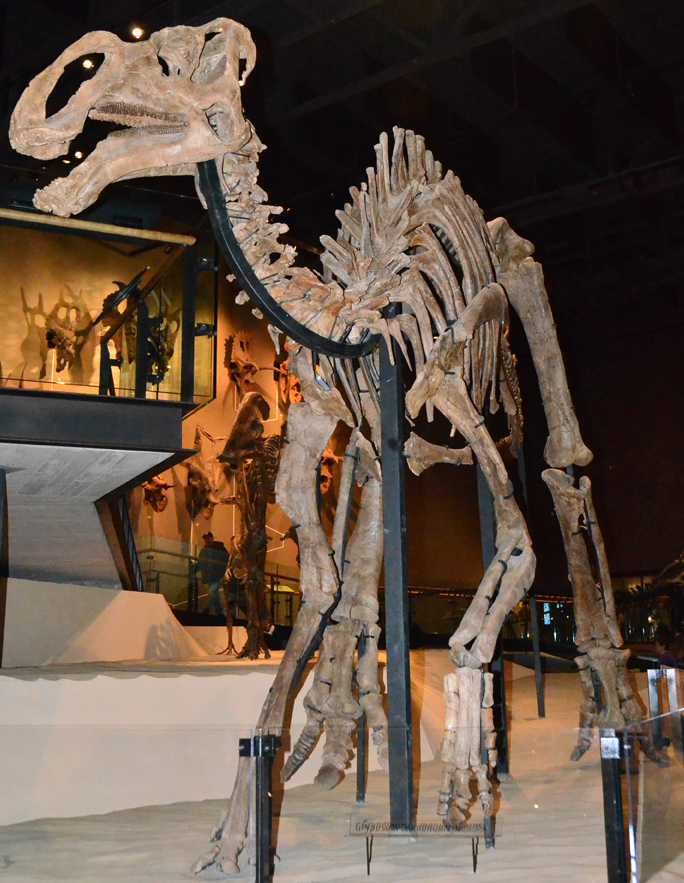
G. monumentensis

G. notabilis heeft een relatief smalle, vooraan afgeronde, snuit en op de rug grote kegelvormige uitsteeksels die niet overeenkomen met de positie van de wervels. Gates & Sampson gaven in 2007 een herziene diagnose. De onderrand van het bovenkaaksbeen is golvend. De boog van het neusbeen is groot, loopt tot vlak voor de oogkassen door en steekt boven het niveau van het voorhoofdsbeen uit. De achterrand van het schedeldak, gevormd door de squamosa, verheft zich daar duidelijk boven. Het zijn venster in de onderkaak is afgerond. Volgens deze onderzoekers was G. incurvimanus duidelijk anders. De bovenste tak van de praemaxilla is achteraan sterker uitgehold. De neusboog is kleiner en meer naar voren geplaatst, onder het niveau van de voorhoofdsbeenderen blijvend. Het jukbeen heeft aan de achterste onderrand een klein spoorvormig uitsteeksel. De onderzijde van de bult op de neus is licht uitgehold. Daarbij toonde het dier een unieke combinatie van op zich niet unieke kenmerken. De onderrand van het bovenkaaksbeen is vrijwel recht. Het onderste slaapvenster is groter dan de oogkas. De achterrand van het neusgat heeft een wijde U-vorm. Ze wezen ook op de in het algemeen lichtere bouw, met ook een kleiner "lipje" aan de snuitrand gecombineerd met een steilere snuitpunt en een verkorte schedel.
Prieto-Márquez echter was het daar niet mee eens. Bepaalde kenmerken zouden volgens hem G. notabilis en G. incurvimanus in feite gemeen hebben. De snuit vormt een enorme "neus" rond het neusgat en het achterste bovenste deel daarvan, deel van het neusbeen, steekt boven het niveau van het voorhoofdsbeen uit. De onderrand van dat uitsteeksel is licht uitgehold. De, achterste, bovenhoek van het neusgat is nauw maar toch U-vormig. De bovenrand van het onderste slaapvenster is in zijaanzicht breder dan de oogkas. De achterrand van de schedel, gevormd door het squamosum, steekt boven het schedeldak uit. G. incurvimanus onderscheidt zich in de interpretatie van Prieto-Márquez alleen duidelijk door een vlak, in plaats van naar bezijden gewelfd, uitsteeksel op de achterste neus dat ook meer naar voren geplaatst is. Prieto-Márquez zag dat echter als een individuele variatie of een teken van onvolwassenheid. Op dat laatste zou ook de relatief kleinere schedel kunnen duiden. De andere vermeende verschillen interpreteerde hij eveneens als individuele variatie.
G. monumentensis heeft een zeer robuuste schedel maar ook een zwaargebouwd postcraniaal skelet. Het onderste slaapvenster is smal. De snuit hangt extreem af in een duidelijke kromming. Het predentarium van de onderkaak draagt klaverbladvormige schijntanden. Gates & Sampson gaven in 2007 een lijst van onderscheidende kenmerken. De voorste tak van het bovenkaaksbeen is zijdelings zichtbaar door het neusgat. De voorrand en de achterrand van het onderste slaapvenster lopen vrijwel evenwijdig. De breedte van het onderste slaapvenster, van voor naar achteren gemeten, bedraagt ongeveer de helft van die van de oogkas. Het predentarium heeft grote geweivormige schijntanden. Het voorste deel van het predentarium is scherp naar beneden gebogen. Het surangulare van de achterste onderkaak heeft een duidelijk uitsteeksel aan de bovenrand van de middenrichel. Het zijvenster van de onderkaak is ovaal. Verder is er een unieke combinatie van op zich niet unieke kenmerken. De onderrand van het bovenkaaksbeen is golvend. De neusboog is groot, loopt tot voor de oogkassen door en verheft zich boven het niveau van de voorhoofdsbeenderen. De achterrand van het neusgat is nauw en U-vormig. De achterrand van de squamosa verheft zich boven het schedeldak. Volgens Gates & Sampson leek G. monumentensis nog het meest op G notabilis maar verschilde daarvan in steilere praemaxillae, bredere onderkaken en een meer uitstekende bult op het jukbeen. G. monumentensis heeft negenenveertig tandposities in de bovenkaak en ongeveer veertig in de onderkaak, ieder met vier à vijf vervangingstanden, zodat er totaal in de kop een duizendtal tanden aanwezig zijn.
G. latidens heeft relatief korte tanden die vrij basaal van bouw zijn: ze zijn in zijaanzicht breed doordat ze een hoogte-lengte-verhouding van tussen de 1,7 à 2,2 hebben, ze hebben een enkelvoudige hoofdrichel in het midden en in bepaalde sectoren van de tandbatterij grote vertandingen. Er bevindt zich een diepe ovale uitholling op de onderste achterkant van de praemaxilla. De bijtrand van de praemaxilla is aan de voorste buitenkant breed gewelfd. De achterrand van het neusgat is breed en U-vormig. De achterste hoek van het neusgat is breder dan de verticale hoogte van het overeenkomende stuk van de beenbalk tussen de neusbeenderen. De punt van het uitsteeksel van het achterste neusbeen ligt boven de achterkant van het neusgat en steekt bij volwassen dieren boven het niveau van het voorhoofdsbeen uit. De onderrand van het bovenkaaksbeen is hol. Het jukbeen heeft een voorste tak die een brede en ondiepe rand heeft aan de achterste onderkant. De tak van het jukbeen die naar het traanbeen loopt is relatief laag. Het opperarmbeen is groter en robuuster dan dat van G. incurvimanus.

## Fylogenie
In 1914 plaatste Lambe Gryposaurus in de Trachodontidae. Huidige analyses vinden een positie in de Saurolophinae. G. latidens is volgens de meeste analyses het meest basaal en de zustersoort van de andere gryposaurussoorten. Dat sluit aan bij het feit dat deze soort ook het oudst is, zo'n vijf miljoen jaar ouder dan G. recurvimanus. Gryposaurus heeft daarmee een opmerkelijk lange levensduur maar dat is mede het gevolg van het gegeven dat G. latidens toevallig geen eigen geslacht heeft gekregen.
Het volgende kladogram toont een stamboom volgens een studie uit 2012.
|  | Gryposaurus latidens                                                                |
|  |                                                                                     |
|  | \| \| Gryposaurus notabilis \| \| \| \| \| \| Gryposaurus monumentensis \| \| \| \| |
|  |                                                                                     |
|  | Gryposaurus notabilis                                                               |
|  |                                                                                     |
|  | Gryposaurus monumentensis                                                           |
|  |                                                                                     |

|  | Gryposaurus notabilis     |
|  |                           |
|  | Gryposaurus monumentensis |
|  |                           |

|  | Nog niet benoemde soort uit de Big Bend (=?Gryposaurus alsatei) |
|  |                                                                 |
|  | \| \| Secernosaurus \| \| \| \| \| \| Willinakaqe \| \| \| \|   |
|  |                                                                 |
|  | Secernosaurus                                                   |
|  |                                                                 |
|  | Willinakaqe                                                     |
|  |                                                                 |

|  | Secernosaurus |
|  |               |
|  | Willinakaqe   |
|  |               |

|  | Gryposaurus latidens                                                                |
|  |                                                                                     |
|  | \| \| Gryposaurus notabilis \| \| \| \| \| \| Gryposaurus monumentensis \| \| \| \| |
|  |                                                                                     |
|  | Gryposaurus notabilis                                                               |
|  |                                                                                     |
|  | Gryposaurus monumentensis                                                           |
|  |                                                                                     |

|  | Gryposaurus notabilis     |
|  |                           |
|  | Gryposaurus monumentensis |
|  |                           |

|  | Nog niet benoemde soort uit de Big Bend (=?Gryposaurus alsatei) |
|  |                                                                 |
|  | \| \| Secernosaurus \| \| \| \| \| \| Willinakaqe \| \| \| \|   |
|  |                                                                 |
|  | Secernosaurus                                                   |
|  |                                                                 |
|  | Willinakaqe                                                     |
|  |                                                                 |

|  | Secernosaurus |
|  |               |
|  | Willinakaqe   |
|  |               |

|  | Gryposaurus latidens                                                                |
|  |                                                                                     |
|  | \| \| Gryposaurus notabilis \| \| \| \| \| \| Gryposaurus monumentensis \| \| \| \| |
|  |                                                                                     |
|  | Gryposaurus notabilis                                                               |
|  |                                                                                     |
|  | Gryposaurus monumentensis                                                           |
|  |                                                                                     |

|  | Gryposaurus notabilis     |
|  |                           |
|  | Gryposaurus monumentensis |
|  |                           |

|  | Nog niet benoemde soort uit de Big Bend (=?Gryposaurus alsatei) |
|  |                                                                 |
|  | \| \| Secernosaurus \| \| \| \| \| \| Willinakaqe \| \| \| \|   |
|  |                                                                 |
|  | Secernosaurus                                                   |
|  |                                                                 |
|  | Willinakaqe                                                     |
|  |                                                                 |

|  | Secernosaurus |
|  |               |
|  | Willinakaqe   |
|  |               |

|  | Gryposaurus latidens                                                                |
|  |                                                                                     |
|  | \| \| Gryposaurus notabilis \| \| \| \| \| \| Gryposaurus monumentensis \| \| \| \| |
|  |                                                                                     |
|  | Gryposaurus notabilis                                                               |
|  |                                                                                     |
|  | Gryposaurus monumentensis                                                           |
|  |                                                                                     |

|  | Gryposaurus notabilis     |
|  |                           |
|  | Gryposaurus monumentensis |
|  |                           |

|  | Nog niet benoemde soort uit de Big Bend (=?Gryposaurus alsatei) |
|  |                                                                 |
|  | \| \| Secernosaurus \| \| \| \| \| \| Willinakaqe \| \| \| \|   |
|  |                                                                 |
|  | Secernosaurus                                                   |
|  |                                                                 |
|  | Willinakaqe                                                     |
|  |                                                                 |

|  | Secernosaurus |
|  |               |
|  | Willinakaqe   |
|  |               |

|  | Gryposaurus latidens                                                                |
|  |                                                                                     |
|  | \| \| Gryposaurus notabilis \| \| \| \| \| \| Gryposaurus monumentensis \| \| \| \| |
|  |                                                                                     |
|  | Gryposaurus notabilis                                                               |
|  |                                                                                     |
|  | Gryposaurus monumentensis                                                           |
|  |                                                                                     |

|  | Gryposaurus notabilis     |
|  |                           |
|  | Gryposaurus monumentensis |
|  |                           |

|  | Nog niet benoemde soort uit de Big Bend (=?Gryposaurus alsatei) |
|  |                                                                 |
|  | \| \| Secernosaurus \| \| \| \| \| \| Willinakaqe \| \| \| \|   |
|  |                                                                 |
|  | Secernosaurus                                                   |
|  |                                                                 |
|  | Willinakaqe                                                     |
|  |                                                                 |

|  | Secernosaurus |
|  |               |
|  | Willinakaqe   |
|  |               |

|  | Gryposaurus latidens                                                                |
|  |                                                                                     |
|  | \| \| Gryposaurus notabilis \| \| \| \| \| \| Gryposaurus monumentensis \| \| \| \| |
|  |                                                                                     |
|  | Gryposaurus notabilis                                                               |
|  |                                                                                     |
|  | Gryposaurus monumentensis                                                           |
|  |                                                                                     |

|  | Gryposaurus notabilis     |
|  |                           |
|  | Gryposaurus monumentensis |
|  |                           |

|  | Nog niet benoemde soort uit de Big Bend (=?Gryposaurus alsatei) |
|  |                                                                 |
|  | \| \| Secernosaurus \| \| \| \| \| \| Willinakaqe \| \| \| \|   |
|  |                                                                 |
|  | Secernosaurus                                                   |
|  |                                                                 |
|  | Willinakaqe                                                     |
|  |                                                                 |

|  | Secernosaurus |
|  |               |
|  | Willinakaqe   |
|  |               |

|  | Gryposaurus latidens                                                                |
|  |                                                                                     |
|  | \| \| Gryposaurus notabilis \| \| \| \| \| \| Gryposaurus monumentensis \| \| \| \| |
|  |                                                                                     |
|  | Gryposaurus notabilis                                                               |
|  |                                                                                     |
|  | Gryposaurus monumentensis                                                           |
|  |                                                                                     |

|  | Gryposaurus notabilis     |
|  |                           |
|  | Gryposaurus monumentensis |
|  |                           |

|  | Nog niet benoemde soort uit de Big Bend (=?Gryposaurus alsatei) |
|  |                                                                 |
|  | \| \| Secernosaurus \| \| \| \| \| \| Willinakaqe \| \| \| \|   |
|  |                                                                 |
|  | Secernosaurus                                                   |
|  |                                                                 |
|  | Willinakaqe                                                     |
|  |                                                                 |

|  | Secernosaurus |
|  |               |
|  | Willinakaqe   |
|  |               |

|  | Gryposaurus latidens                                                                |
|  |                                                                                     |
|  | \| \| Gryposaurus notabilis \| \| \| \| \| \| Gryposaurus monumentensis \| \| \| \| |
|  |                                                                                     |
|  | Gryposaurus notabilis                                                               |
|  |                                                                                     |
|  | Gryposaurus monumentensis                                                           |
|  |                                                                                     |

|  | Gryposaurus notabilis     |
|  |                           |
|  | Gryposaurus monumentensis |
|  |                           |

|  | Nog niet benoemde soort uit de Big Bend (=?Gryposaurus alsatei) |
|  |                                                                 |
|  | \| \| Secernosaurus \| \| \| \| \| \| Willinakaqe \| \| \| \|   |
|  |                                                                 |
|  | Secernosaurus                                                   |
|  |                                                                 |
|  | Willinakaqe                                                     |
|  |                                                                 |

|  | Secernosaurus |
|  |               |
|  | Willinakaqe   |
|  |               |

## Levenswijze
In 2018 werd een acht meter lang exemplaar van G. notabilis beschreven, specimen MSNM V345, dat in 1922 gevonden was door John B. Abbott en in 1958 verscheept was naar Milaan, het Museo Civico di Storia Naturale di Milano. Het toont verschillende pathologieën, waaronder een botwoekering op een zijuitsteeksel van de vijfde ruggenwervel en beschadigingen in de staart en het predentarium. De verwondingen werden verklaard als het gevolg van gevechten tussen soortgenoten, waarbij ze elkaar met de romp zijdelings geramd zouden hebben.
In 2022 werd een beenderbed uit de Oldmanformatie beschreven dat louter bestond uit jonge dieren. Die behoorden tot twee jaarklassen, van één jaar en twee jaar oud. Dit duidt erop dat de jongen van Gryposaurus in aparte jeugdgroepen leefden. De groeisnelheid tijdens de eerste twee jaar lag hoog.

## Biostratigrafie en paleobiogeografie
Het globaal biostratigrafisch patroon van Gryposaurus toont aan dat het geslacht minstens vijf miljoen jaar lang bleef voortbestaan. Met de uitzondering van Edmontosaurus, als daar Anatosaurus onder gerekend wordt, is dit aanzienlijk langer dan om het even welk ander geslacht van de Hadrosauridae. Als ?Gryposaurus alsatei meegenomen wordt, loopt dat zelfs op tot veertien miljoen jaar. De oudste fossielen van Gryposaurus latidens zijn bekend uit het onderste gedeelte van de Two Medicineformatie van Montana en hebben een ouderdom van ongeveer tachtig miljoen jaar, dat is ongeveer vier miljoen jaar ouder dan de oudste fossielen van de andere Gryposaurussoorten. In het onderste derde van de Dinosaur Parkformatie in Alberta (Canada) kwamen ongeveer zesenzeventig miljoen jaar geleden de soorten Gryposaurus incurvimanus en Gryposaurus notabilis gelijktijdig voor. Gryposaurus sp. uit het onderste gedeelte van de Kaiparowitsformatie (Zuid-Utah) verscheen gelijktijdig met Gryposaurus incurvimanus en Gryposaurus notabilis. Fossielen van Gryposaurus monumentensis komen voor het eerst voor in iets jongere sedimenten van ongeveer vier- tot vijfenzeventig miljoen jaar oud.
Beenderen van Gryposaurus monumentensis werden aangetroffen in het middelste gedeelte van de Kaiparowitsformatie. Hadrosaurine fossielen afkomstig uit de basis van de formatie en uit de lagere sedimenten van het middelste gedeelte, onder meer een schedel in anatomisch verband (UMNH VP16667), behoren zeker tot het geslacht Gryposaurus, maar niet tot de soort Gryposaurus monumentensis. Ze lijken meer op de beenderen van Gryposaurus notabilis. De aanwezigheid van twee stratigrafisch voldoende gescheiden Gryposaurussoorten in de Kaiparowitsformatie is belangrijk omdat dit een sterke aanwijzing is dat binnen een evolutielijn in een enkele geologische formatie de ene soort door een andere vervangen werd, in een proces van anagenese. Gelijkaardige evolutionaire patronen werden ook vastgesteld in de Dinosauriafaunae van de noordelijke sedimenten van het Western Interior Basin, bv. de Dinosaur Parkformatie en de Two Medicineformatie. De vaststelling in de Kaiparowitsformatie betekent dat in Utah vijfenzeventig miljoen jaar geleden een Gryposaurussoort door Gryposaurus monumentensis vervangen werd. Voorlopig is er geen bewijs dat deze vervanging met gewijzigde milieu-omstandigheden verband zou houden. Het in aanmerking nemen van andere vervangingspatronen, zoals migratie naar gebieden met betere ecologische omstandigheden of uitsterven is niet mogelijk omdat er van het plaatselijke fossielenbestand van de betrokken taxa onvoldoende geweten is.